# Дакриодес съедобный
Дакриодес съедобный (лат. Dacryodes edulis) — вид древесных растений из рода Dacryodes семейства Бурзеровые, растущих во влажных экваториальных лесах тропической Африки.

## Описание
Dacryodes edulis — вечнозелёное дерево высотой 18-40 м в лесу, но не выше 12 м на плантациях, с относительно коротким стволом и густой кроной. Кора дерева — бледно-серая и грубая с капельками смолы на поверхности. Листья сложные с 5-8 парами листочков. Цветки — жёлтые, диаметром 5 мм Плод — костянка, эллипсоидальной формы, длиной 4-12 см, с синей или голубой мякотью.

## Распространение
Дерево встречается как в диком виде, так и в культуре от Анголы на юге до Нигера на севере, от Сьерра-Леоне на западе до Уганды на востоке. Оно также интродуцировано и культивируется в Малайзии.

## Использование
Плоды Dacryodes edulis съедобны, их употребляют в сыром, варёном и жареном виде. Варёная мякоть плода имеет структуру, подобную сливочному маслу, и содержит 48 % жиров; богата витаминами. Ядра могут использоваться в качестве фуража для коз и овец. Цветки привлекательны для пчёл.